# Utricularia byrneana
Utricularia byrneana — вид рослин із родини пухирникових (Lentibulariaceae).

## Біоморфологічна характеристика
Багаторічна наземна трав'яниста рослина малого та середнього розміру. Ризоїди капілярні, прості, до 15 мм завдовжки. Столони нечисленні, ниткоподібні, порожнисті, у товщину 0.2–0.3 мм, до 30 мм у довжину, міжвузля 5–7.5 мм у довжину. Листки численні, пластинки ланцетні, ≈ 10–22 мм завдовжки, 0.3–0.7 мм ушир. Пастки на ніжках, кілька біля основи квітконіжки і рідко 1 у вузлах столона, ± однорідні, яйцеподібні, 1–2 мм завдовжки; рот бічний, з коротким спинним відростком ≈ 0.4 мм завдовжки; два бічних відростка прості, короткі ≈ 0.4 мм завдовжки. Суцвіття прямовисне, одне, 60–170 мм завдовжки. Квітки рідко 1, зазвичай 2 в супротивних парах чи мутовках із трьох. Частки чашечки нерівні; верхня частка ≈ 3 × 2.3 мм, широко-яйцеподібна із закругленою верхівкою; нижня частка ≈ 2 × 2.2 мм, з вирізаною верхівкою. Віночок ліловий. Коробочка куляста, у діаметрі 2–3 мм. Насіння циліндричне, ≈ 0,35 × 0.15 мм. Пилок ≈ 30 × 30 мкм і 35 × 20 мкм.

## Середовище проживання
Цей вид відомий з двох колекцій у віддаленому регіоні півострова Дампір у регіоні Кімберлі в Західній Австралії.
Цей вид зустрічається в сезонних прісноводних болотистих місцях проживання, де переважають Melaleuca; на висотах від 0 до 100 метрів.